# Loferer Steinberge
Il Loferer Steinberge è un gruppo montuoso dei Monti dello Stein. Si trova in Austria (Tirolo e Salisburghese).
Prende il nome dal comune di Lofer che li delimita a nord-est.

## Classificazione
La SOIUSA lo vede come un supergruppo alpino con la seguente classificazione:
- Grande parte = Alpi Orientali
- Grande settore = Alpi Nord-orientali
- Sezione = Alpi Settentrionali Salisburghesi
- Sottosezione = Monti dello Stein
- Supergruppo = Loferer Steinberge
- Codice = II/B-24.I-A

## Suddivisione
La SOIUSA lo suddivide in due gruppi:
- Gruppo dell'Ochsenhorn (1)
- Gruppo dell'Hinterhorn (2)

## Monti

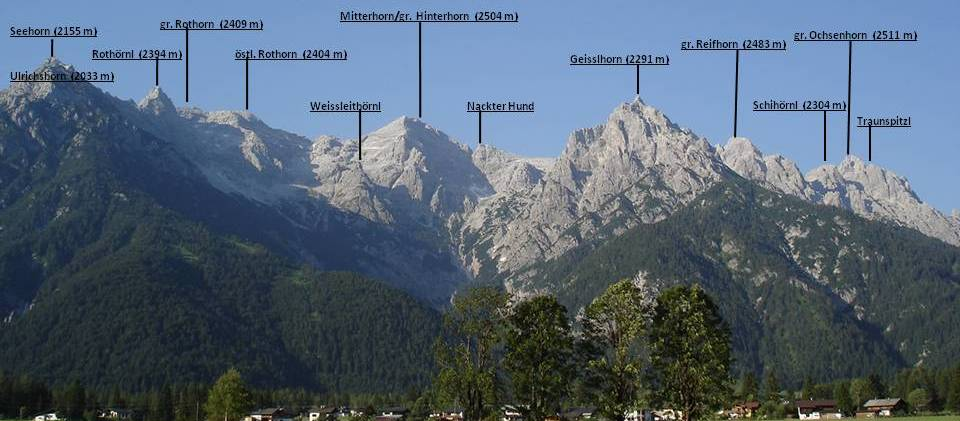
Il gruppo con l'indicazione di alcune vette.

I monti principali del gruppo sono:
- Großes Ochsenhorn - 2.511 m
- Großes Hinterhorn - 2.504 m
- Großes Reifhorn - 2.480 m
- Breithorn - 2.413 m
- Großes Rothorn - 2.409 m
- Rothörnl - 2.394 m
- Geislhörner - 2.291 m
- Seehorn - 2.155 m
- Zwölferhörnl - 2.104 m
- Ulrichshorn - 2.032 m